# Моравски Бероун
Моравски Бероун (чеш. Moravský Beroun) град је у Чешкој Републици. Град се налази у управној јединици Оломоуцки крај, у оквиру којег припада округу Оломоуц.

## Становништво
Према подацима о броју становника из 2014. године град је имао 3.118 становника.